# Edelpapageien
Die Edelpapageien (Eclectus) sind eine Gattung farbenprächtiger Papageien mit einem so ausgeprägten Geschlechtsdimorphismus, dass Männchen und Weibchen früher für verschiedene Arten gehalten wurden. Es gibt vier rezente Arten, die bis 2017 als eine einzige Art galten. Eine weitere Art, der ausgestorbene Polynesische Edelpapagei (Eclectus infectus) ist nur durch subfossile Knochenfunde, die in die Zeit der Lapita-Kultur datiert werden, sowie durch eine Zeichnung aus dem 18. Jahrhundert bekannt. Der Edelpapagei gilt als häufig. Insgesamt werden nicht weniger als zehn Unterarten unterschieden.
Edelpapageien sind große, kräftige Papageien mit einem quadratischen und im Verhältnis zur Körpergröße proportional kurzen Schwanz. Die Flügel sind lang und gerundet. Das Kleingefieder ist auffallend glänzend. Die Wachshaut ist befiedert und der Schnabel ist groß und weist am Oberschnabel eine deutliche Kerbe aus. Sie sind sehr laut und fallen im Regenwald durch ihren heiseren Ruf auf. Edelpapageien halten sich in der Regel in der Wipfelregion auf und kommen nur selten auf den Boden.
Edelpapageien werden wegen ihrer spektakulären Gefiederfärbung und ihres ungewöhnlichen Geschlechtsdimorphismus häufig als Volierenvögel gehalten. Sie benötigen geräumige Volieren, gelten aber ansonsten als robust und langlebig. In menschlicher Obhut gehaltene Edelpapageien haben bereits ein Lebensalter von mehr als 30 Jahren erreicht.

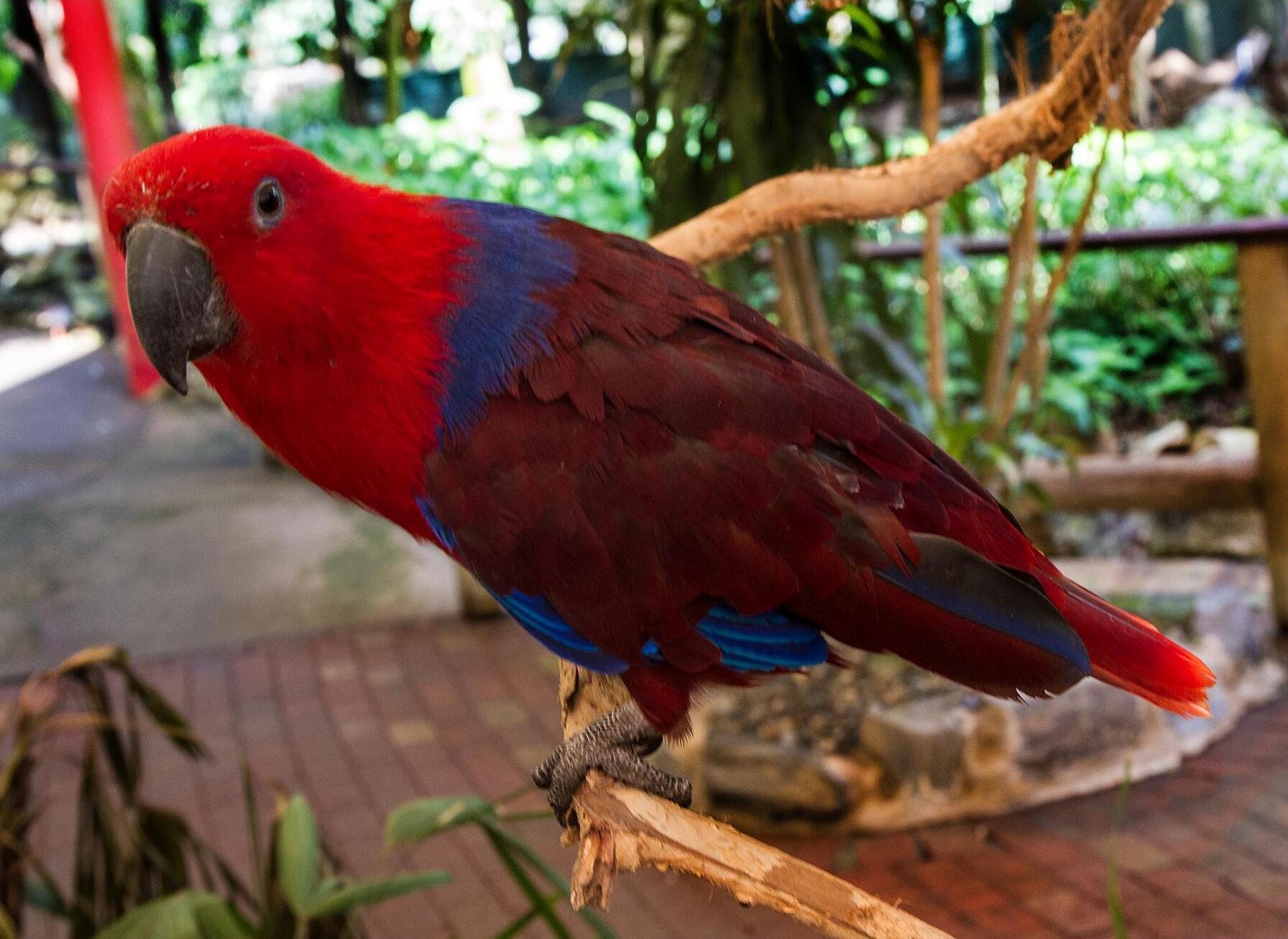
Weibchen

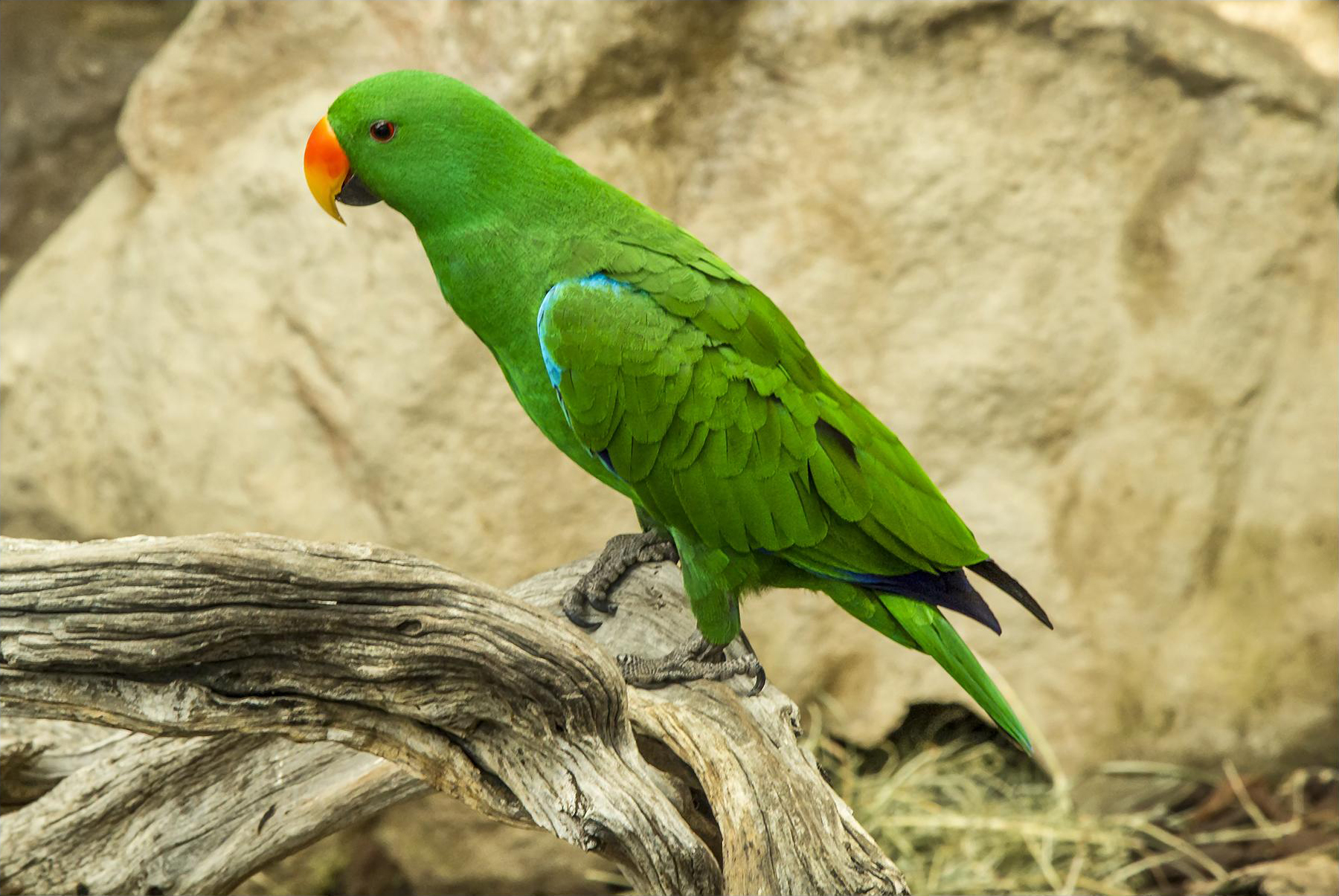
Männchen

## Merkmale
Edelpapageien erreichen eine Körpergröße von etwa 35 Zentimetern und wiegen zwischen 440 und 620 Gramm.
Die Männchen haben ein grünes Gefieder. Der Scheitel und die Ohrdecken sind etwas bläulicher. Der Flügelbug, der Flügelrand und die großen Flügeldecken sind blau. Die äußeren Handschwingen sind blauschwarz. Die Außenfahnen der Handschwingen sind schmal purpurblau gesäumt. Die übrigen Schwungfedern sind purpurblau. Lediglich die Innenfahnen sind an der Basis grün. Die Unterflügeldecken, Flanken und der seitliche Bauch sind rot. Die Steuerfedern sind oberseits dunkelblau oder grün mit dunkelblauen Spitzen. Die Schwanzunterseite ist grauschwarz. Der Oberschnabel ist rötlich, während der Unterschnabel schwarz ist.
Das Weibchen hat dagegen ein überwiegend kräftig rotes Gefieder. Es ist auf dem Rücken, den Flügeldecken und den Schenkeln dunkler. Rund um das Auge verläuft ein feines Band. Sie weisen ein breites, violettblaues Nackenband auf. Auf dem Bauch verläuft ebenfalls ein breites, violettblaues Band. Der Flügelbug, der Flügelrand, die großen Flügeldecken sowie die Unterflügeldecken sind blau. Die äußeren Handschwingen sind blauschwarz. Die übrigen Schwungfedern sind purpurblau, wobei die Innenfahnen an ihrer Basis matt rot werden. Der Schwanz ist auf der Oberseite rot mit einer breiten orangeroten Spitze. Die Schwanzunterseite ist gelblich orange und endet mit einer breit orangeroten Spitze. Ihr Schnabel ist vollständig schwarz. Die Beine sind grau.
Den ungewöhnlich ausgeprägten Geschlechtsdimorphismus zeigen bereits die Jungvögel. Sie sind jedoch insgesamt etwas matter gefärbt. Bei jungen Männchen ist das Gefieder bläulich überhaucht, was besonders auf der Körperunterseite und den Flügeldecken auffällt. Bei jungen Weibchen ist das Nackenband etwas verwaschener und weist einen grünlichen Anflug auf. Bei beiden Geschlechtern ist der Schnabel dunkelbräunlich. Die Iris ist braun.

## Vorkommen
Edelpapageien haben ein verhältnismäßig großes Verbreitungsgebiet. Es reicht von Sumba über die Molukken und Neuguinea bis zu den Salomoneninseln und der australischen Cape York-Halbinsel. Die Bestandsdichte ist nicht überall gleich hoch. Das Hauptverbreitungsgebiet umfasst Neuguinea und umliegende Inseln. Eine kleine Population existiert auf Cape York in Australien. Edelpapageien sind Bewohner von Tieflandregenwäldern und Mangroven.

## Verhalten
Edelpapageien sind gesellige Vögel, der sich zum Schlafen großen Schwärmen anschließt und tagsüber paarweise oder in kleineren Trupps auf Nahrungssuche geht. Sie ernähren sich von Früchten, Knospen, Sämereien und Nüssen. Edelpapageien sind kraftvolle Flieger, die längere Strecken hoch über den Wipfeln des Regenwaldes zurücklegen. Ihre Flügelschläge sind weit ausholend und wirken gemächlich. Der Flug ist immer wieder von kurzen Gleitphasen unterbrochen. Die Rufe der Edelpapageien klingen rau und kreischend.

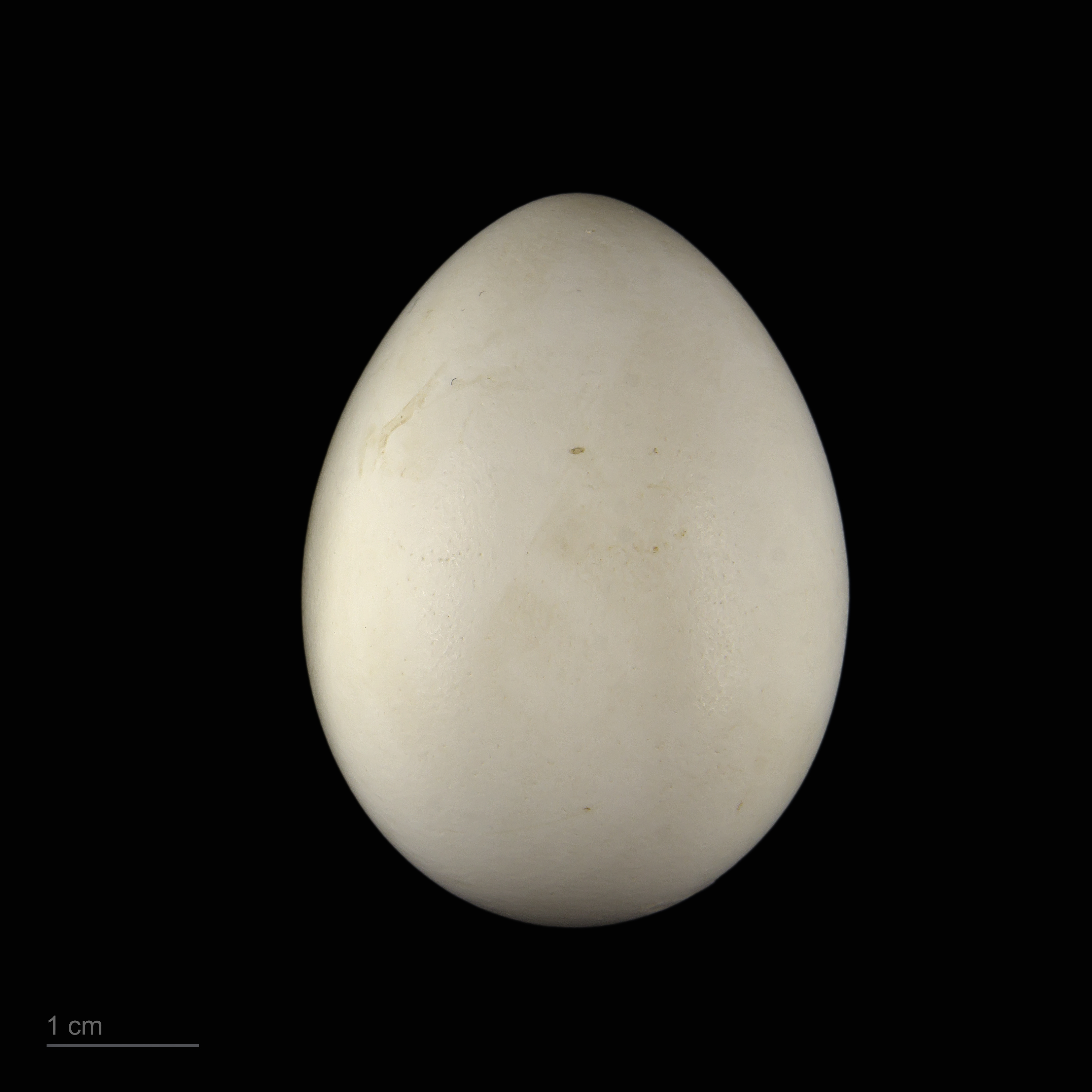
Ei eines Edelpapageis

## Fortpflanzung
Edelpapageien werden im Alter von zwei bis drei Jahren geschlechtsreif. Sie pflanzen sich zu jeder Jahreszeit fort und brüten bei günstigen Voraussetzungen auch zweimal im Jahr. In einer hochgelegenen Baumhöhle legt das Weibchen zwei bis drei Eier, die es alleine drei bis vier Wochen bebrütet. Vom Männchen wird es in dieser Zeit mit hochgewürgtem Futter versorgt. Beide Altvögel kümmern sich um die Aufzucht der Jungen.

## Systematik
Die Gattung Eclectus wurde 1832 durch den deutschen Zoologen Johann Georg Wagler eingeführt. Typusart ist Eclectus polychloros, die 1776 erstmals durch den deutschen Zoologen Philipp Ludwig Statius Müller unter der Bezeichnung Psittacus roratus beschrieben wurde. Bis 2017 galt Eclectus polychloros als einzige Art der Gattung, allerdings wurden zahlreiche Unterarten beschrieben. Im Rahmen einer Untersuchung zur Verbreitung und Evolution der Edelpapageien und des Allfarbloris (Trichoglossus haematodus) bekamen im Jahr 2017 drei Unterarten von Eclectus polychloros den Rang eigenständiger Arten.
Man unterscheidet heute die folgenden rezenten Arten und Unterarten:
- Cornelia-Edelpapagei (Eclectus cornelia), Sumba (stark gefährdet)[7]
- Neuguinea-Edelpapagei (Eclectus polychloros) Neuguinea (nicht gefährdet)[8]
  - Eclectus polychloros polychloros, inkl. Eclectus r. aruensis u. Eclectus r. biaki, Tiefland von Neuguinea und die dortigen küstennahen Inseln.
  - Queensland-Edelpapagei (Eclectus polychloros macgillivrayi), Osten der Kap-York-Halbinsel
  - Salomon-Edelpapagei (Eclectus polychloros solomonensis), Salomon-Inseln
- Riedel-Edelpapagei (Eclectus riedeli) Tanimbarinseln (gefährdet)[9]
- Molukken-Edelpapagei (Eclectus roratus) Molukken (nicht gefährdet)[10]
  - Ceram-Edelpapagei (Eclectus roratus roratus), Seram
  - Halmahera-Edelpapagei (Eclectus roratus vosmaeri),  Morotai, Halmahera, Obira
  - Westermans Edelpapagei (Eclectus roratus westermani), (ausgestorben, nur von 11 Museumsexemplaren bekannt)

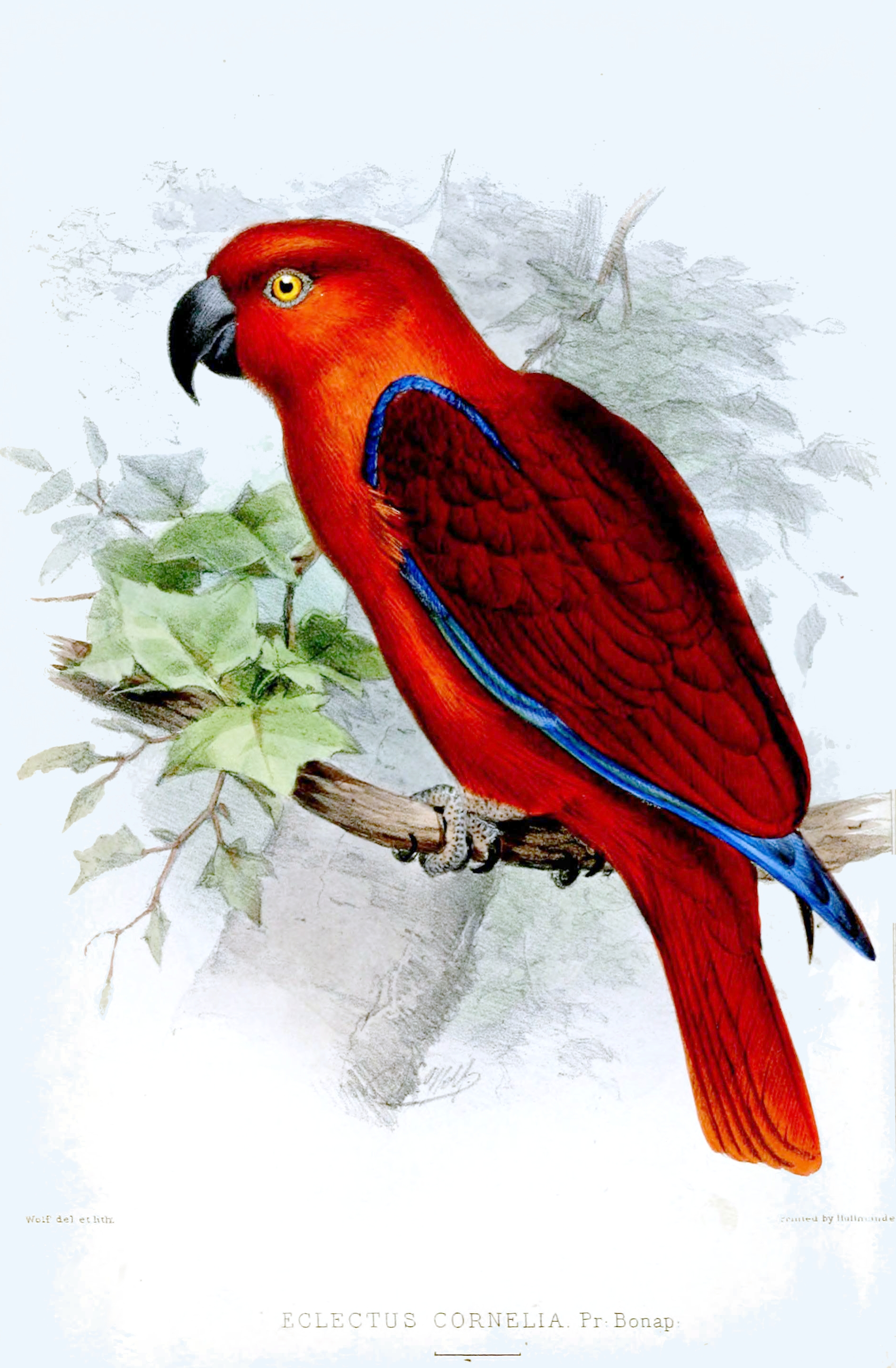
Weibchen des Cornelia-Edelpapageis
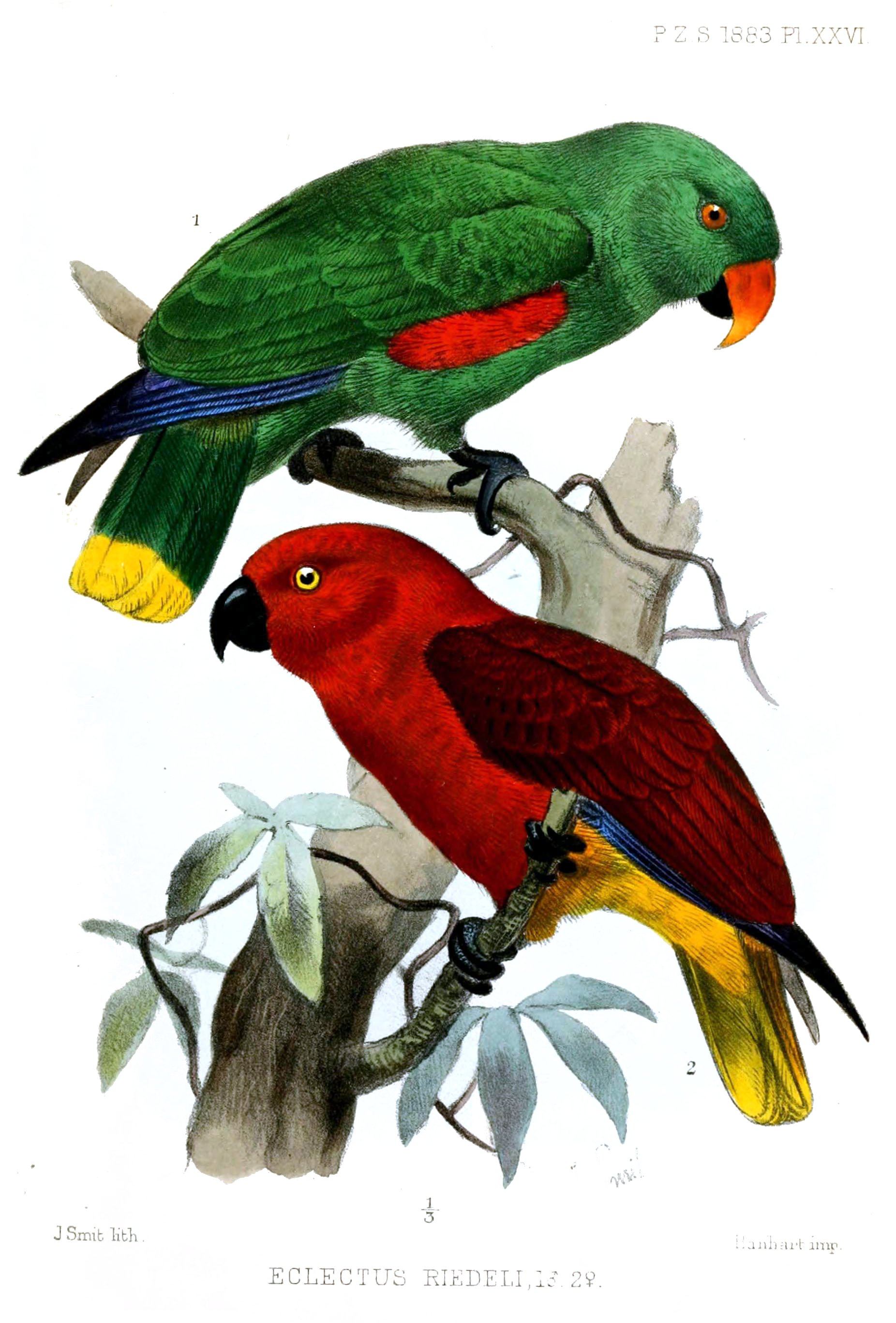
Riedel-Edelpapageien
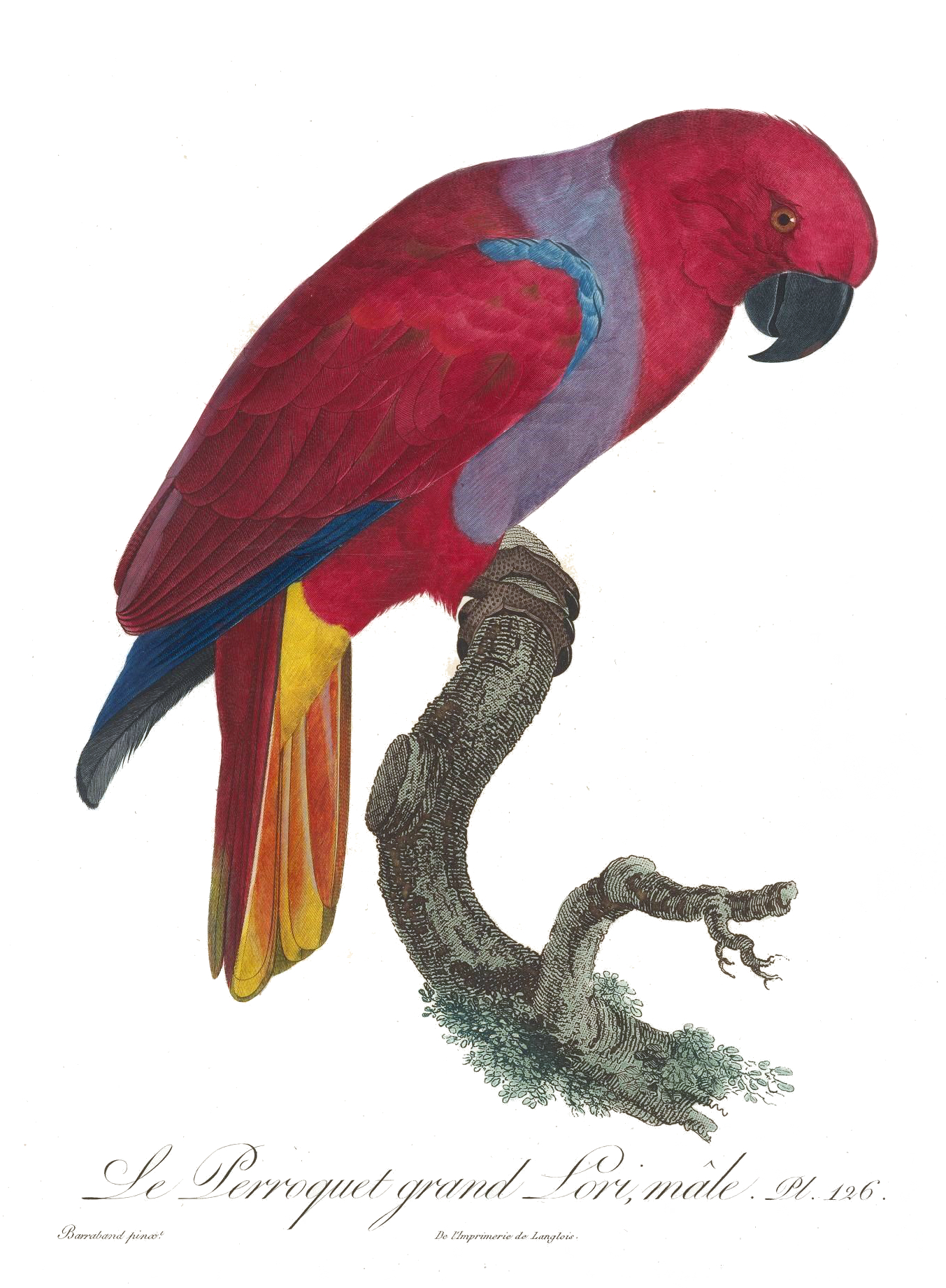
Weibchen des Molukken-Edelpapageis
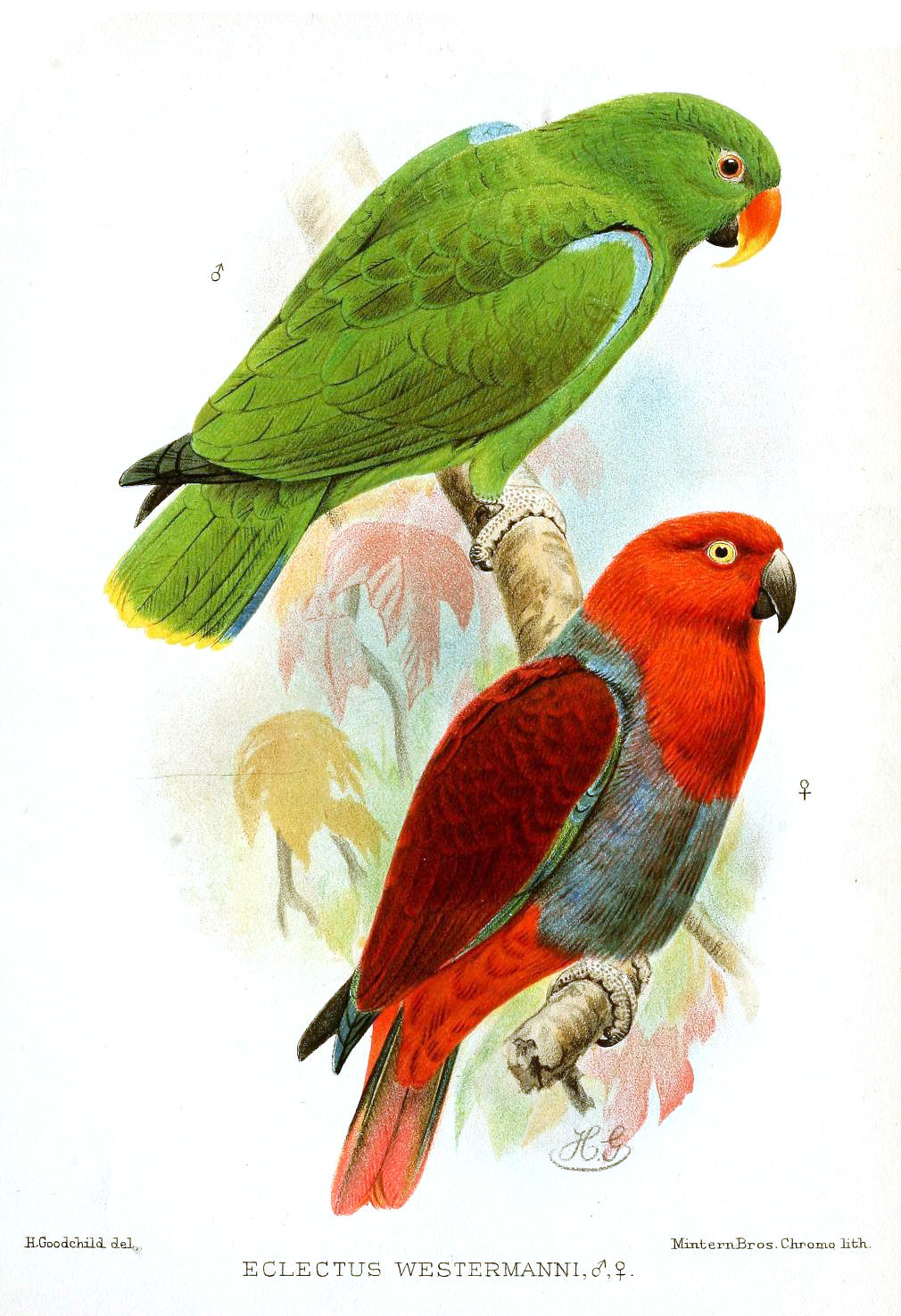
Westermans Edelpapageien

Außerdem wurde der ausgestorbene Polynesien-Edelpapagei (Eclectus infectus), dessen subfossilen Überreste auf Tonga und Vanuatu gefunden wurden, in die Gattung Eclectus gestellt.

## Belege